# Komosa (roślina)

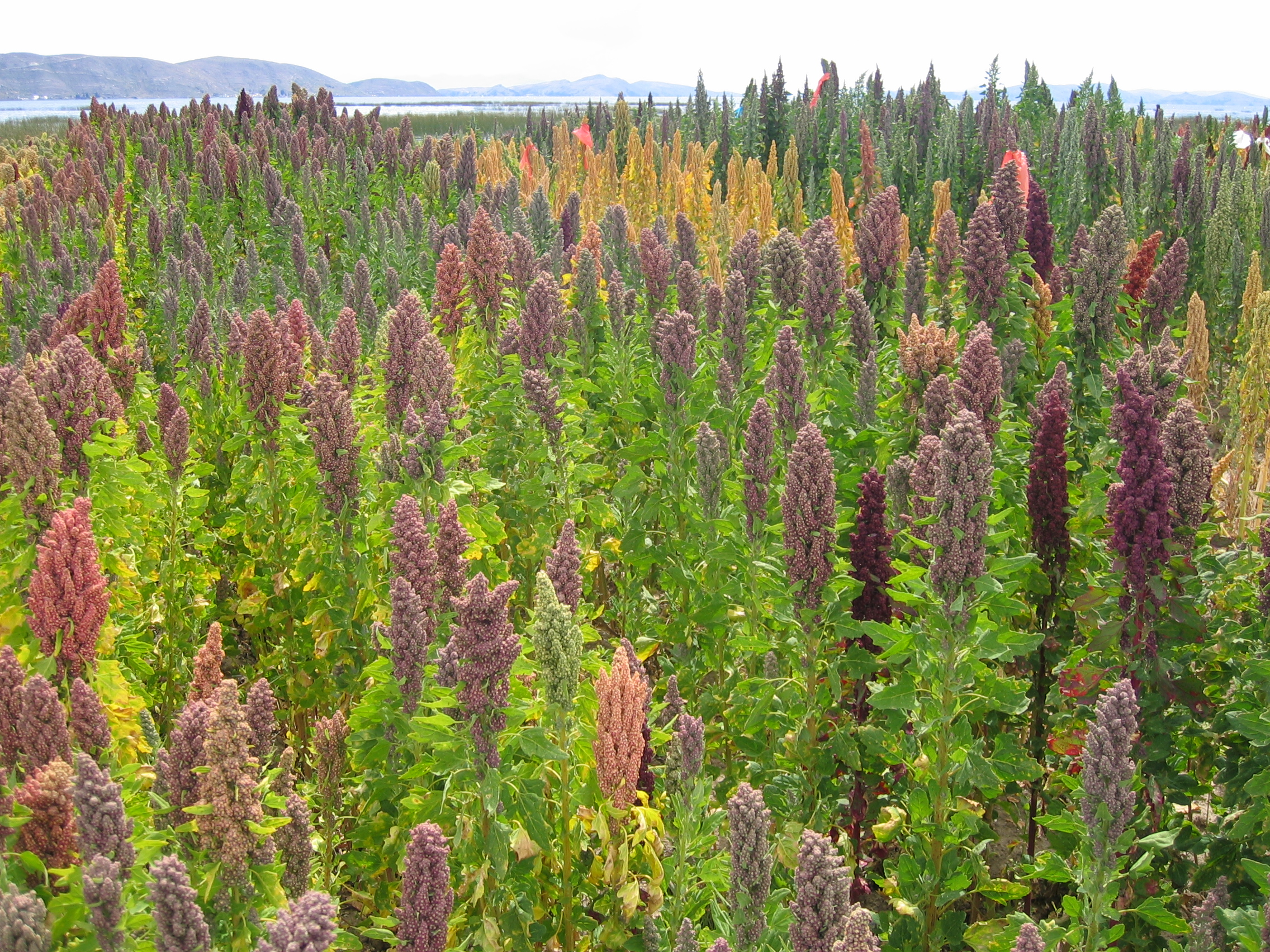
Komosa ryżowa

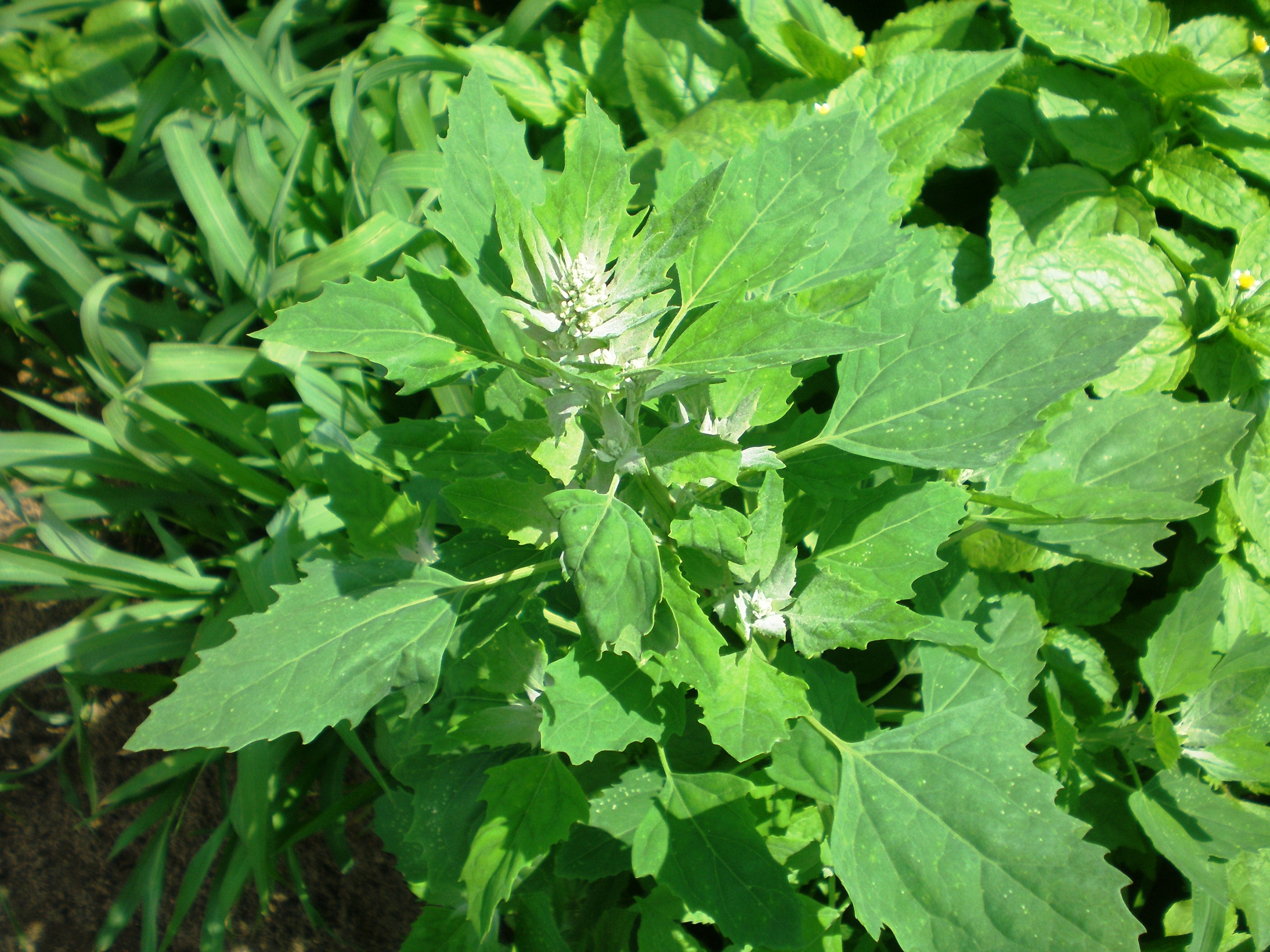
Komosa biała

Komosa  (Chenopodium L.) – rodzaj roślin, należący w różnych systemach klasyfikacyjnych do rodziny komosowatych lub szarłatowatych (m.in. system APG IV z 2016). Obejmuje 130 gatunków, przy czym na początku XXI wieku znacznym zmianom uległo ujęcie taksonomiczne rodzaju (wyłączono liczne gatunki do osobnych rodzajów: Chenopodiastrum, Dysphania, Lipandra, Oxybasis i Teloxys), tu zaś włączono gatunki z rodzaju Einadia. Rośliny z tego rodzaju spotykane są na całym niemal świecie. W Polsce występuje 11 gatunków rodzimych lub introdukowanych (liczne gatunki z flory polskiej trafiły w XXI wieku do ww. rodzajów). Rośliny te zasiedlają zwykle siedliska towarzyszące człowiekowi (ruderalne), wiele gatunków to chwasty w uprawach. 
Niektóre gatunki są jadalne. Ważną rośliną pokarmową, zwłaszcza w Ameryce Południowej, jest komosa ryżowa Ch. quinoa o jadalnych owocach. W przypadku innych gatunków jadalne są jako warzywa lub rośliny pastewne (np. komosa biała Ch. album, komosa Berlandiera Ch. berlandieri, komosa olbrzymia Ch. giganteum, Chenopodium pallidicaule). Niektóre gatunki uprawiane są jako rośliny ozdobne, np. komosa olbrzymia.

## Rozmieszczenie geograficzne

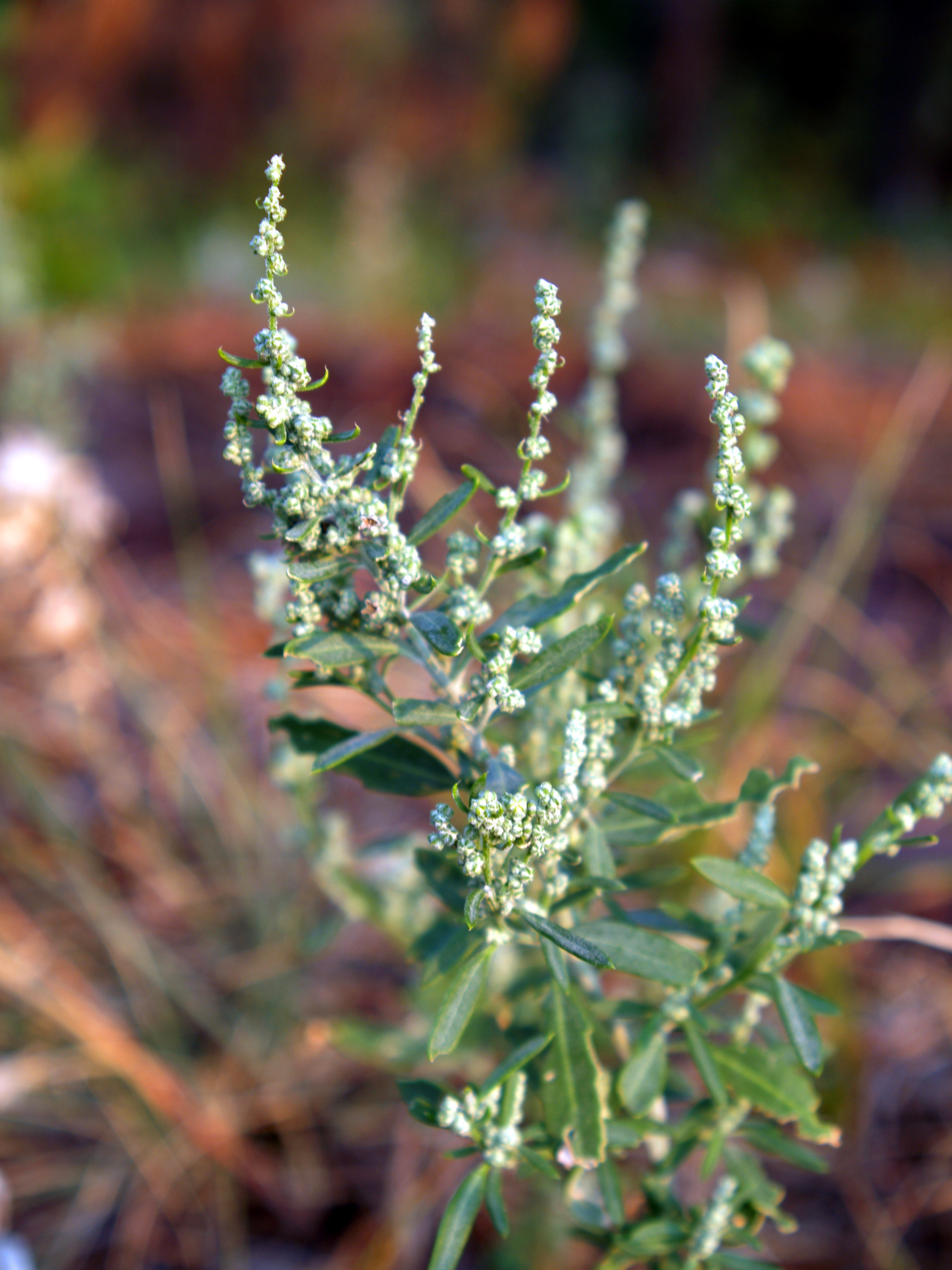
Komosa Berlandiera

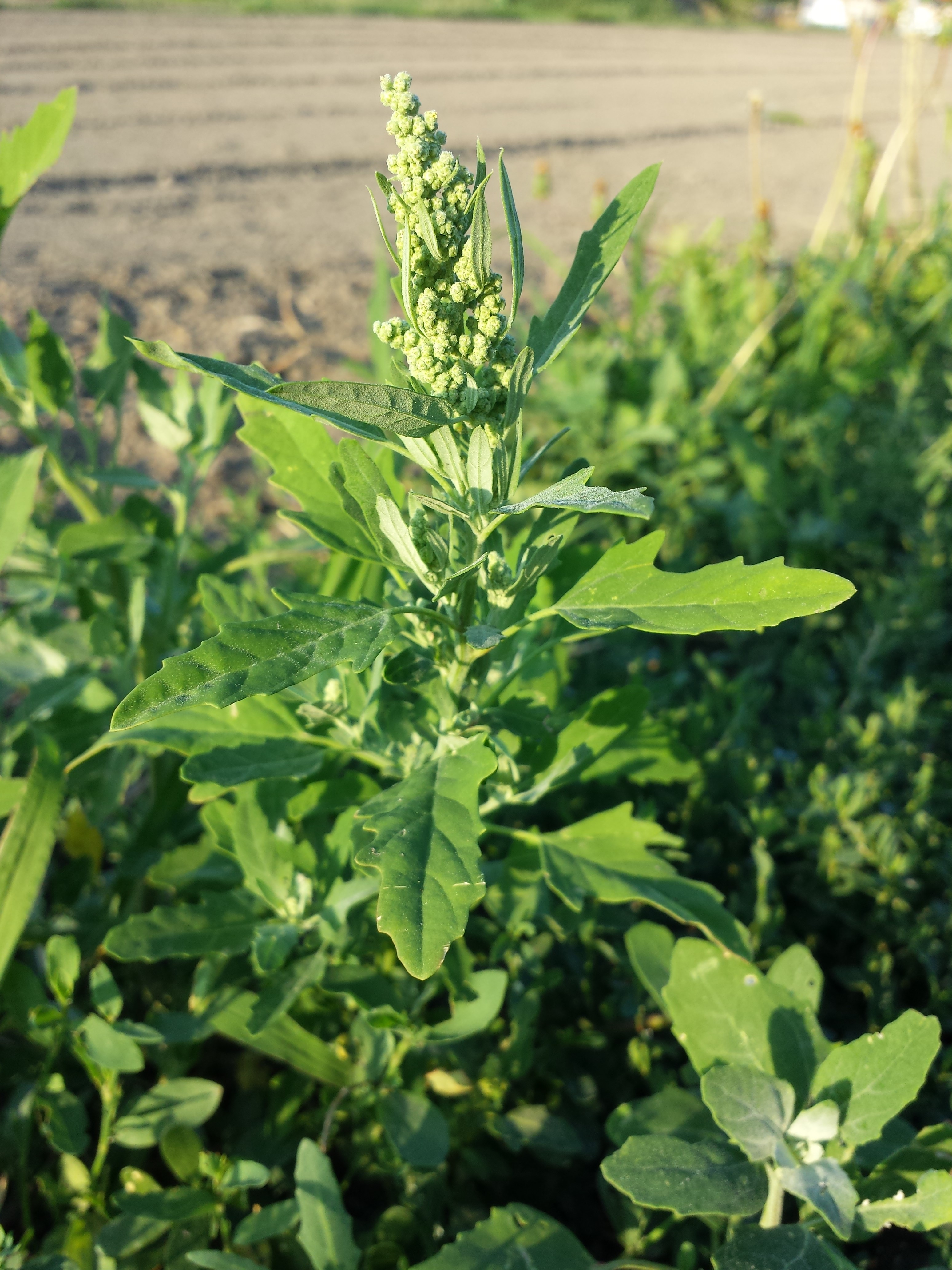
Komosa jesienna

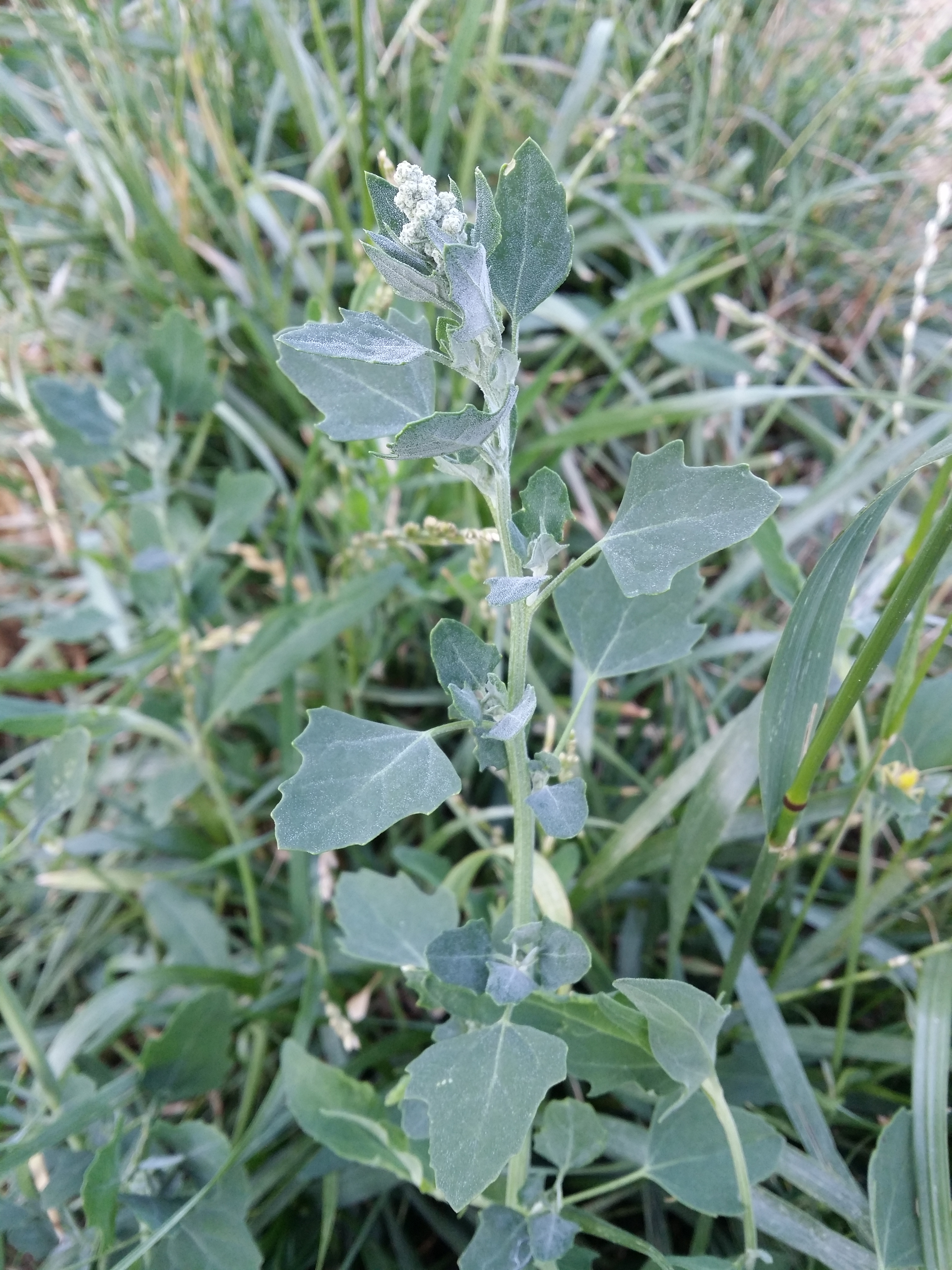
Komosa kalinolistna

Zasięg rodzaju obejmuje niemal cały świat, ale największe zróżnicowanie występuje w strefie klimatu umiarkowanego i podzwrotnikowego. Brak przedstawicieli na niektórych obszarach w strefie równikowej i na obszarach okołobiegunowych. W Polsce występuje w stanie dzikim 11 gatunków, w tym zarówno gatunki rodzime, jak i gatunki zawleczone i zadomowione oraz przejściowo dziczejące (efemerofity). 
Gatunki flory Polski
- komosa Berlandiera Chenopodium berlandieri Moq. (efemerofit)
- komosa biała Chenopodium album L.
- komosa capia Chenopodium hircinum Schrad. (efemerofit)
- komosa drobnolistna Chenopodium striatiforme Murr. (antropofit zadomowiony)
- komosa jesienna Chenopodium ficifolium Sm. (antropofit zadomowiony)
- komosa kalinolistna Chenopodium opulifolium Schrad. ex W.D.J.Koch & Ziz (antropofit zadomowiony)
- komosa łąkowa Chenopodium pratericola Rydb. (efemerofit)
- komosa mierzliwa Chenopodium vulvaria L. (antropofit zadomowiony)
- komosa olbrzymia Chenopodium giganteum D. Don (gatunek uprawiany)
- komosa ostroklapowa Chenopodium acerifolium Andrz.
- komosa ryżowa Chenopodium quinoa L. (gatunek uprawiany)
- komosa zielona Chenopodium suecicum Murr (antropofit zadomowiony)

Gatunki z flory Polski tradycyjnie zaliczane do rodzaju komosa Chenopodium, a które w XXI wieku zostały przeniesione do innych rodzajów (Chenopodiastrum, Dysphania, Lipandra, Oxybasis i Teloxys)
Na początku nazwa zwyczajowa i naukowa według listy roślin naczyniowych Polski, na drugim miejscu aktualna nazwa naukowa:
- komosa australijska Chenopodium pumilio R.Br. ≡ Dysphania pumilio (R.Br.) Mosyakin & Clemants (antropofit lokalnie zadomowiony)[10]
- komosa czerwonawa Chenopodium rubrum L. ≡ Oxybasis rubra (L.) S.Fuentes, Uotila & Borsch
- komosa główkowata Chenopodium capitatum (L.) Asch. ≡ Blitum capitatum L. (gatunek uprawiany)
- komosa murowa Chenopodium murale (L.) Asch. ≡ Chenopodiastrum murale (L.) S.Fuentes, Uotila & Borsch (antropofit zadomowiony)
- komosa oścista Chenopodium aristatum L. ≡ Teloxys aristata (L.) Moq. (antropofit zadomowiony)
- komosa piżmowa Chenopodium ambrosioides L. ≡ Dysphania ambrosioides (L.) Mosyakin & Clemants (efemerofit)
- komosa rózgowa Chenopodium foliosum Asch. ≡ Blitum virgatum L.
- komosa sina Chenopodium glaucum L. ≡ Oxybasis glauca (L.) S.Fuentes, Uotila & Borsch
- komosa solniskowa Chenopodium botryoides Sm. ≡ Oxybasis chenopodioides (L.) S.Fuentes, Uotila & Borsch
- komosa strzałkowata Chenopodium bonus-henricus L. ≡ Blitum bonus-henricus (L.) Rchb. (antropofit zadomowiony)
- komosa śmierdząca Chenopodium schraderianum Schult. ≡ Dysphania schraderiana (Schult.) Mosyakin & Clemants (antropofit zadomowiony)
- komosa trójkątna Chenopodium urbicum L. ≡ Oxybasis urbica (L.) S.Fuentes, Uotila & Borsch (antropofit zadomowiony)
- komosa wielkolistna Chenopodium hybridum L. ≡ Chenopodiastrum hybridum (L.) S.Fuentes, Uotila & Borsch (antropofit zadomowiony)
- komosa wielonasienna Chenopodium polyspermum L. ≡ Lipandra polysperma (L.) S.Fuentes, Uotila & Borsch
- komosa wonna Chenopodium botrys L. ≡ Dysphania botrys (L.) Mosyakin & Clemants (antropofit zadomowiony)

Poza tym podano z Polski komosę szypułową Ch. pedunculare Bertol i wzniesioną Ch.strictum Roth. o niejasnym statusie taksonomicznym (ich nazwy uznawane są za synonim Ch. album).

## Morfologia

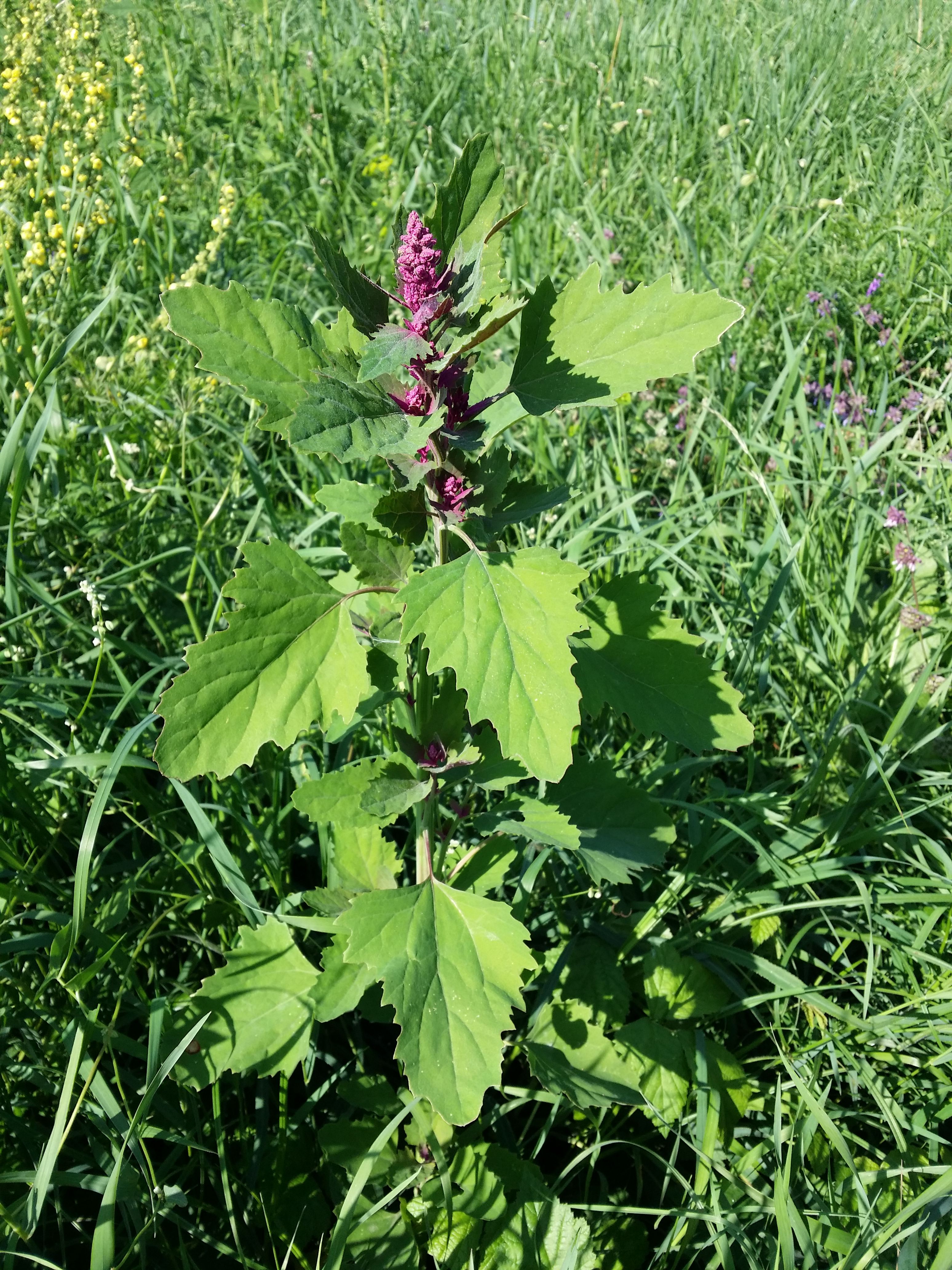
Komosa olbrzymia

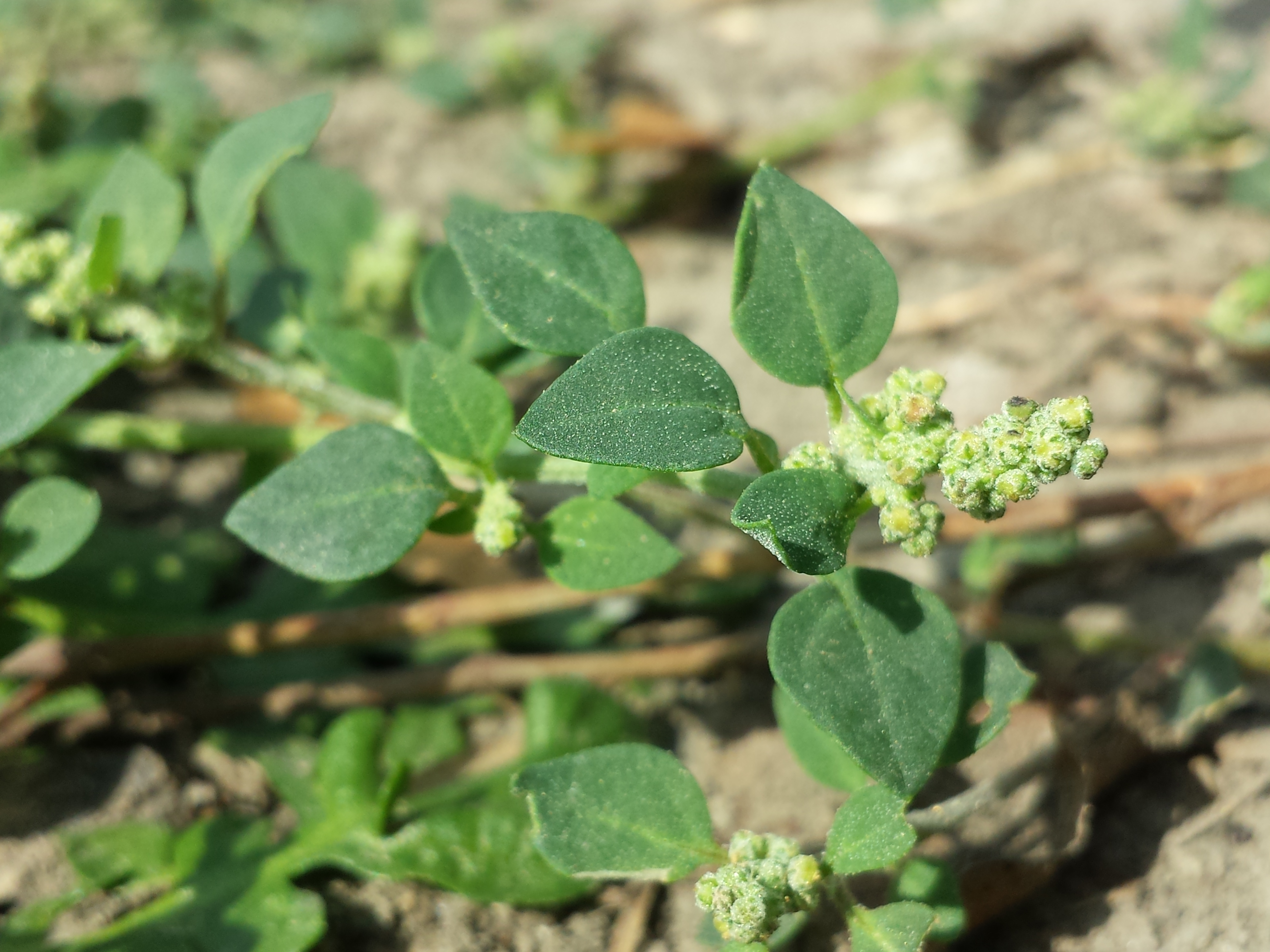
Komosa mierzliwa

PokrójRośliny jednoroczne i byliny osiągające do 2 m wysokości, z pędami wzniesionymi, czasem płożącymi się i podnoszącymi się, rozgałęzionymi lub nierozgałęzionymi, często mączyście oprószonymi, rzadko, ale występują tu także rośliny o pędach drewniejących o pokroju krzewów i drzew.
LiścieSkrętoległe i naprzeciwległe, ogonkowe, całobrzegie lub rozmaicie piłkowane lub wcinane. Blaszka cienka do nieco mięsistej, w ogólnym zarysie od lancetowatej, poprzez rombowatą do trójkątnej i oszczepowatej.
KwiatyObupłciowe i jednopłciowe, rośliny jednopienne, rzadziej dwupienne. Kwiaty są drobne, zielone, zebrane w luźne lub gęste kłębiki tworzące kłosowate lub wiechowate kwiatostany złożone, zwykle wzniesione i rozgałęzione, pozbawione podsadek lub z podobnymi do nich liśćmi wyrastającymi w obrębie kwiatostanu. Listki okwiatu w liczbie 5 (rzadko 4), zrośnięte tylko u nasady lub do połowy długości, zwykle nieco błoniaste na brzegu. W czasie owocowania okwiat stula się nad owocem lub rozpościera. Pręcików jest zwykle 5. Zalążnia jest jednokomorowa, górna i zwieńczona dwiema szyjkami.
OwoceJednonasienne, z cienką lub rzadziej nieco mięśniejącą owocnią, ściśle lub luźno przylegającą do nasiona. Nasiono kulistawo-spłaszczone lub soczewkowate, o brzegu zaokrąglonym lub zaostrzonym, z łupiną czarną, gładką lub rozmaicie urzeźbioną.

## Systematyka
Pozycja systematyczna
Rodzaj z rodziny szarłatowatych Amaranthaceae w jej szerokim ujęciu (obejmującym komosowate Chenopodiaceae). W obrębie rodziny rodzaj należy do podrodziny komosowych Chenopodioideae i plemienia Chenopodieae lub w innym ujęciu Atripliceae. 
Na początku XXI wieku zastosowanie metod molekularnych wykazało, że tradycyjne, szerokie ujęcie rodzaju Chenopodium powodowało, że nie był to takson monofiletyczny (różne grupy gatunków okazały się bliżej spokrewnione z rodzajami łoboda Atriplex, szpinak Spinacia czy świniochwast Axyris, niż z sobą nawzajem). W wąskim ujęciu rodzaj Chenopodium okazał się siostrzany wąsko ujmowanemu plemieniu Atripliceae s.s., obejmującego m.in. rodzaj łoboda Atriplex i obione Halimione. Wcześniej na drzewie filogenetycznym prowadzącym do tej grupy oddzielił się rodzaj Lipandra, a jeszcze wcześniej – klad obejmujący Chenopodiastrum i siostrzany względem niego rodzaj Oxybasis (wszystkie z gatunkami zaliczanymi do Chenopodium sensu lato). W politomii z tą całą grupą znalazły się dwa inne klady. Jeden obejmuje rodzaj szpinak Spinacia i gatunki dawniej zaliczane do Chenopodium, a wyodrębnione w rodzaj Blitum. Drugi klad składa się z siostrzanych plemion Dysphanieae i Axyrideae, przy czym do pierwszego także należy część gatunków z dawnego szerokiego ujęcia rodzaju Chenopodium tworzące rodzaje Dysphania i Teloxys.
Relacje filogenetyczne między taksonami zaliczanymi dawniej do rodzaju komosa
Klady obejmujące gatunki zaliczane do tradycyjnego, szerokiego ujęcia rodzaju Chenopodium oznaczone są gwiazdką
|   | \| * \| Chenopodium s.s. – komosa \| \| \| Chenopodium s.s. – komosa \| \| \| Atriplex – łoboda (i in. Atripliceae s.s.) \| \| \| \| |
|   | |
| * | Lipandra |
|   | Lipandra |
| * | Chenopodium s.s. – komosa |
|   | Chenopodium s.s. – komosa |
|   | Atriplex – łoboda (i in. Atripliceae s.s.)                                                                                           |
|   | |

| * | Chenopodium s.s. – komosa                  |
|   | Chenopodium s.s. – komosa                  |
|   | Atriplex – łoboda (i in. Atripliceae s.s.) |
|   |                                            |

| * | Chenopodiastrum |
|   | Chenopodiastrum |
| * | Oxybasis        |
|   | Oxybasis        |

|   | \| * \| Chenopodium s.s. – komosa \| \| \| Chenopodium s.s. – komosa \| \| \| Atriplex – łoboda (i in. Atripliceae s.s.) \| \| \| \| |
|   | |
| * | Lipandra |
|   | Lipandra |
| * | Chenopodium s.s. – komosa |
|   | Chenopodium s.s. – komosa |
|   | Atriplex – łoboda (i in. Atripliceae s.s.)                                                                                           |
|   | |

| * | Chenopodium s.s. – komosa                  |
|   | Chenopodium s.s. – komosa                  |
|   | Atriplex – łoboda (i in. Atripliceae s.s.) |
|   |                                            |

| * | Chenopodiastrum |
|   | Chenopodiastrum |
| * | Oxybasis        |
|   | Oxybasis        |

| * | Blitum             |
|   | Blitum             |
|   | Spinacia – szpinak |
|   |                    |

|  | Axyris – świniochwast (i in. Axyrideae) |
|  |                                         |

| * | Dysphania (i in. Dysphanieae) |
|   | Dysphania (i in. Dysphanieae) |
| * | Teloxys                       |
|   | Teloxys                       |

|  | Axyris – świniochwast (i in. Axyrideae) |
|  |                                         |

| * | Dysphania (i in. Dysphanieae) |
|   | Dysphania (i in. Dysphanieae) |
| * | Teloxys                       |
|   | Teloxys                       |

|   | \| * \| Chenopodium s.s. – komosa \| \| \| Chenopodium s.s. – komosa \| \| \| Atriplex – łoboda (i in. Atripliceae s.s.) \| \| \| \| |
|   | |
| * | Lipandra |
|   | Lipandra |
| * | Chenopodium s.s. – komosa |
|   | Chenopodium s.s. – komosa |
|   | Atriplex – łoboda (i in. Atripliceae s.s.)                                                                                           |
|   | |

| * | Chenopodium s.s. – komosa                  |
|   | Chenopodium s.s. – komosa                  |
|   | Atriplex – łoboda (i in. Atripliceae s.s.) |
|   |                                            |

| * | Chenopodiastrum |
|   | Chenopodiastrum |
| * | Oxybasis        |
|   | Oxybasis        |

|   | \| * \| Chenopodium s.s. – komosa \| \| \| Chenopodium s.s. – komosa \| \| \| Atriplex – łoboda (i in. Atripliceae s.s.) \| \| \| \| |
|   | |
| * | Lipandra |
|   | Lipandra |
| * | Chenopodium s.s. – komosa |
|   | Chenopodium s.s. – komosa |
|   | Atriplex – łoboda (i in. Atripliceae s.s.)                                                                                           |
|   | |

| * | Chenopodium s.s. – komosa                  |
|   | Chenopodium s.s. – komosa                  |
|   | Atriplex – łoboda (i in. Atripliceae s.s.) |
|   |                                            |

| * | Chenopodiastrum |
|   | Chenopodiastrum |
| * | Oxybasis        |
|   | Oxybasis        |

| * | Blitum             |
|   | Blitum             |
|   | Spinacia – szpinak |
|   |                    |

|  | Axyris – świniochwast (i in. Axyrideae) |
|  |                                         |

| * | Dysphania (i in. Dysphanieae) |
|   | Dysphania (i in. Dysphanieae) |
| * | Teloxys                       |
|   | Teloxys                       |

|  | Axyris – świniochwast (i in. Axyrideae) |
|  |                                         |

| * | Dysphania (i in. Dysphanieae) |
|   | Dysphania (i in. Dysphanieae) |
| * | Teloxys                       |
|   | Teloxys                       |

Wykaz gatunków
- Chenopodium acerifolium Andrz. – komosa ostroklapowa
- Chenopodium aciculare (Paul G.Wilson) S.Fuentes & Borsch
- Chenopodium acuminatum Willd.
- Chenopodium adpressifolium Pandeya & A.Pandeya
- Chenopodium albescens Small
- Chenopodium album L. – komosa biała
- Chenopodium allanii Aellen
- Chenopodium atripliciforme Murr
- Chenopodium atrovirens Rydb.
- Chenopodium aureum Benet-Pierce
- Chenopodium auricomiforme Murr & Thell.
- Chenopodium auricomum Lindl.
- Chenopodium ayare Toro Torr.
- Chenopodium baccatum Labill.
- Chenopodium benthamii Iamonico & Mosyakin
- Chenopodium berlandieri Moq. – komosa Berlandiera
- Chenopodium betaceum Andrz.
- Chenopodium × binzianum Aellen & Thell.
- Chenopodium × bohemicum F.Dvorák
- Chenopodium × borbasii Murr
- Chenopodium brandegeeae Benet-Pierce
- Chenopodium bryoniifolium Bunge
- Chenopodium candolleanum (Moq.) S.Fuentes & Borsch
- Chenopodium carnosulum Moq.
- Chenopodium chaldoranicum Rahimin. & Ghaemm.
- Chenopodium cordobense Aellen
- Chenopodium cornutum (Torr.) Benth. & Hook.f. ex S.Watson
- Chenopodium × covillei Aellen
- Chenopodium crusoeanum Skottsb.
- Chenopodium cuneifolium Vahl
- Chenopodium curvispicatum Paul G.Wilson
- Chenopodium cyanifolium Pandeya, Singhal & A.K.Bhatn.
- Chenopodium cycloides A.Nelson
- Chenopodium × dadakovae F.Dvorák
- Chenopodium desertorum (J.M.Black) J.M.Black
- Chenopodium desiccatum A.Nelson
- Chenopodium detestans Kirk
- Chenopodium diversifolium (Aellen) F.Dvorák
- Chenopodium drummondii (Moq.) S.Fuentes & Borsch
- Chenopodium eastwoodiae Benet-Pierce
- Chenopodium eremaeum (Paul G.Wilson) S.Fuentes & Borsch
- Chenopodium eustriatum F.Dvorák
- Chenopodium × fallax (Aellen) F.Dvorák
- Chenopodium ficifoliiforme F.Dvorák
- Chenopodium ficifolium Sm. – komosa jesienna
- Chenopodium flabellifolium Standl.
- Chenopodium foggii Wahl
- Chenopodium fremontii S.Watson
- Chenopodium frigidum Phil.
- Chenopodium frutescens C.A.Mey.
- Chenopodium × fursajevii Aellen & Iljin
- Chenopodium gaudichaudianum (Moq.) Paul G.Wilson
- Chenopodium giganteum D.Don – komosa olbrzymia
- Chenopodium griseochlorinum F.Dvorák
- Chenopodium × gruellii Aellen
- Chenopodium hastatifolium Pandeya & A.Pandeya
- Chenopodium × haywardiae Murr
- Chenopodium hederiforme (Murr) Aellen
- Chenopodium helenense Aellen
- Chenopodium hians Standl.
- Chenopodium hircinum Schrad. – komosa capia
- Chenopodium howellii Benet-Pierce
- Chenopodium hubbardii Aellen
- Chenopodium × humiliforme (Murr) F.Dvorák
- Chenopodium iljinii Golosk.
- Chenopodium incanum (S.Watson) A.Heller
- Chenopodium incognitum Wahl
- Chenopodium indicum T.K.Paul
- Chenopodium iranicum (Aellen) Hamdi & Malekloo
- Chenopodium × jedlickae F.Dvorák
- Chenopodium × jehlikii F.Dvorák
- Chenopodium karoi (Murr) Aellen
- Chenopodium lenticulare Aellen
- Chenopodium × leptophylliforme  Aellen
- Chenopodium leptophyllum (Moq.) Nutt. ex S.Watson
- Chenopodium × linciense Murr
- Chenopodium lineatum Benet-Pierce
- Chenopodium littoreum Benet-Pierce & M.G.Simpson
- Chenopodium lobodontum H.Scholz
- Chenopodium loureirei Steud.
- Chenopodium luteorubrum Mandák & Lomon.
- Chenopodium luteum Benet-Pierce
- Chenopodium × mendelii F.Dvorák
- Chenopodium moquinianum Aellen
- Chenopodium mucronatum Thunb.
- Chenopodium multiflorum Moq.
- Chenopodium neomexicanum Standl.
- Chenopodium nesodendron Skottsb.
- Chenopodium nevadense Standl.
- Chenopodium nitens Benet-Pierce & M.G.Simpson
- Chenopodium nitrariaceum (F.Muell.) F.Muell. ex Benth.
- Chenopodium novopokrovskyanum (Aellen) Uotila
- Chenopodium nutans (R.Br.) S.Fuentes & Borsch
- Chenopodium oahuense (Meyen) Aellen
- Chenopodium obscurum Aellen
- Chenopodium olukondae (Murr) Murr
- Chenopodium opulifolium Schrad. ex W.D.J.Koch & Ziz – komosa kalinolistna
- Chenopodium pallescens Standl.
- Chenopodium pallidicaule Aellen
- Chenopodium pallidum Moq.
- Chenopodium palmeri Standl.
- Chenopodium pamiricum Iljin
- Chenopodium papulosum Moq.
- Chenopodium parabolicum (R.Br.) S.Fuentes & Borsch
- Chenopodium × paradoxum Mandák
- Chenopodium parryi Standl.
- Chenopodium perttii Sukhor.
- Chenopodium petiolare Kunth
- Chenopodium philippianum Aellen
- Chenopodium phillipsianum Aellen
- Chenopodium pilcomayense Aellen
- Chenopodium × podperae F.Dvorák
- Chenopodium polygonoides (Murr) Aellen
- Chenopodium × praeacutum Murr
- Chenopodium pratericola Rydb. – komosa łąkowa
- Chenopodium preissii (Moq.) Diels
- Chenopodium × preissmannii Murr
- Chenopodium × pseudoleptophyll um Aellen
- Chenopodium × pseudostriatum (Zschacke) Druce
- Chenopodium pueblense H.S.Reed
- Chenopodium quinoa Willd. – komosa ryżowa
- Chenopodium robertianum Iamonico & Mosyakin
- Chenopodium ruiz-lealii Aellen
- Chenopodium sanctae-clarae Johow
- Chenopodium sancti-ambrosii Skottsb.
- Chenopodium sandersii Benet-Pierce
- Chenopodium santoshei Pandeya, Singhal & A.K.Bhatn.
- Chenopodium scabricaule Speg.
- Chenopodium simpsonii Benet-Pierce
- Chenopodium × smardae F.Dvorák
- Chenopodium sonorense Benet-Pierce & M.G.Simpson
- Chenopodium sosnowskyi Kapeller
- Chenopodium spegazzinii F.Dvorák
- Chenopodium spinescens (R.Br.) S.Fuentes & Borsch
- Chenopodium standleyanum Aellen
- Chenopodium stenophyllum (Makino) Koidz.
- Chenopodium striatiforme Murr – komosa drobnolistna
- Chenopodium subficifolium (Murr) Druce
- Chenopodium subglabrum (S.Watson) A.Nelson
- Chenopodium suecicum Murr – komosa zielona
- Chenopodium × thellungii Murr
- Chenopodium tonkinense Courchet
- Chenopodium triandrum G.Forst.
- Chenopodium × tridentinum Murr
- Chenopodium × trigonocarpum Aellen
- Chenopodium trigonon Schult.
- Chenopodium twisselmannii Benet-Pierce
- Chenopodium ulbrichii Aellen
- Chenopodium ulicinum Gand.
- Chenopodium × unarii F.Dvorák
- Chenopodium × variabile Aellen
- Chenopodium vulvaria L. – komosa mierzliwa
- Chenopodium wahlii Benet-Pierce
- Chenopodium watsonii A.Nelson
- Chenopodium wilsonii S.Fuentes, Borsch & Uotila
- Chenopodium × zahnii Murr
- Chenopodium zerovii Iljin
- Chenopodium zoellneri Aellen